# Gustavo Tolotti
Gustavo Tolotti, né le 30 janvier 1967, à Ombriano, en Italie, est un joueur et entraîneur italien de basket-ball. Il évolue durant sa carrière aux postes d'ailier fort et de pivot.

## Palmarès
- Vainqueur des Goodwill Games 1994